# Evespérides

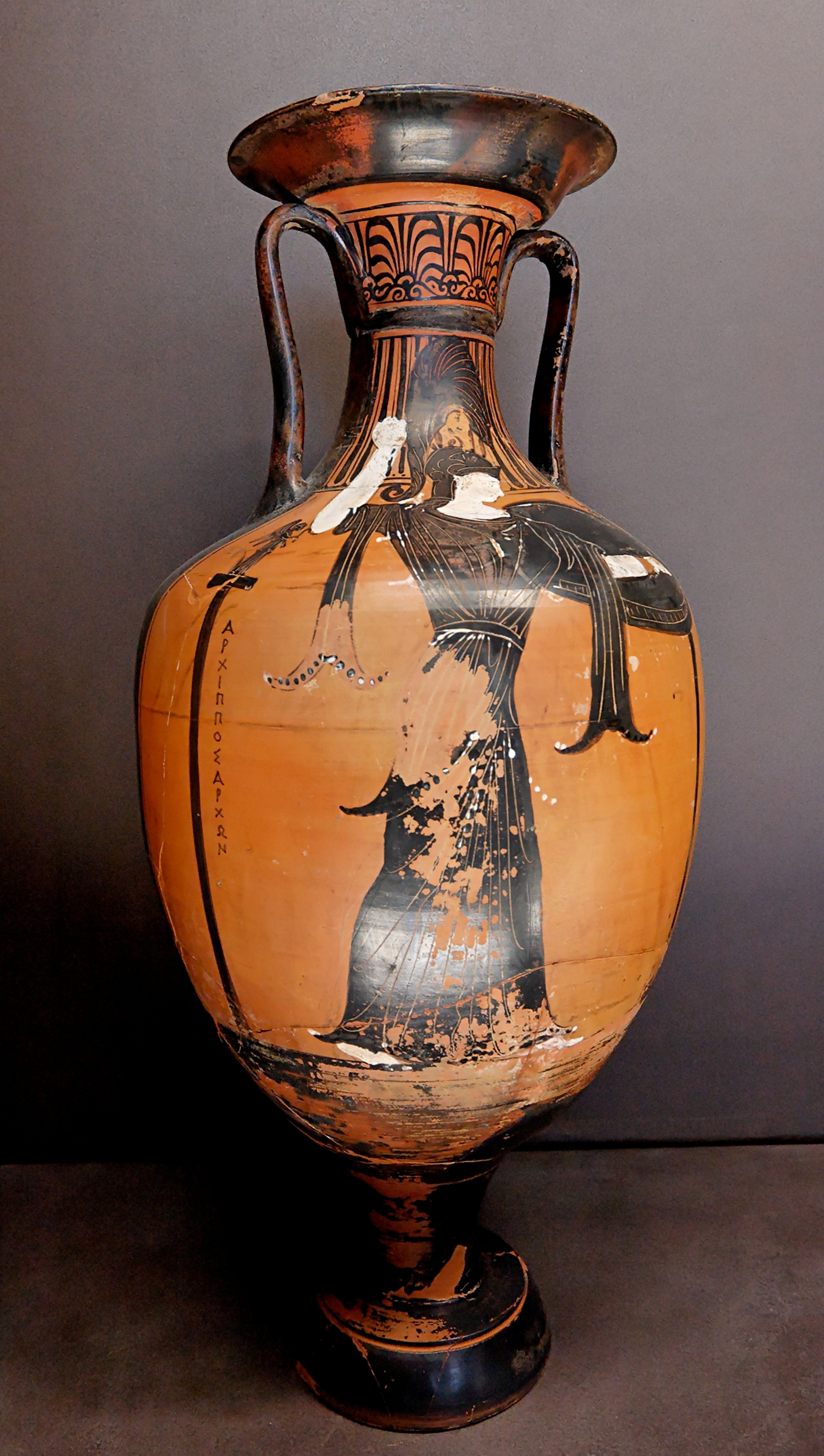
Atenea con la inscripción «Arquipo, arconte». Cara A de un ánfora panatenaica de figuras negras (321-320 a. C.) París, Museo del Louvre, procedente de la antigua Evespérides (Bengasi, Cirenaica, actual Libia).

Evespérides (en griego, Εὐεσπερίδες), posteriormente llamada Berenice, es el nombre de una antigua colonia griega de Libia donde formaba parte de la llamada pentápolis de Cirenaica. Se encontraba situada en el lugar de la actual Bengasi.
Arcesilao IV de Cirene envió colonos a la ciudad, pero su fundación debió ser anterior ya que se han encontrado restos de cerámica del siglo VI a. C. y también es mencionada como un lugar donde llegó una expedición persa hacia el año 514 a. C.
Heródoto destaca la fertilidad de su territorio, aunque no tanto como el de Cínipe. Tucídides menciona que, en el año 413 a. C. estaban sitiados por los libios y fueron socorridos por hoplitas procedentes del Peloponeso que habían sido llevados a Libia por una tempestad. Con ayuda de estos hoplitas, derrotaron a los libios. Más tarde, tras la victoria de Esparta en Egospótamos, Evésperides solicitó colonos griegos para defenderse de los libios y acudieron entonces mesenios bajo el mando de Comón, que habían sido expulsados por los espartanos de Naupacto. Posteriormente, después de la victoria de los tebanos en Leuctra, estos enviaron mensajeros a los mesenios que había en Evespérides para que regresaran a su patria. 
Tras la muerte de Alejandro Magno, hacia el año 322 a. C. se desató una guerra entre el ejército dirigido por el espartano Tibrón contra la ciudad de Cirene, y los evesperitas apoyaron a Tibrón.
Teofrasto cita la ciudad en su Historia de las plantas indicando que allí abundaba el azufaifo, que usaban como combustible, así como el silfio y menciona que a pesar de la escasez de lluvias, el rocío bastaba para mantener a las plantas.
Posteriormente el lugar fue abandonado y, al refundarse a mediados del siglo III a. C. en un lugar situado unos 3 km de la ubicación antigua, cambió su nombre por el de Berenice, en honor a Berenice II o a una hija suya que tuvo el mismo nombre. Este nombre fue al parecer compartido con el de Hespérides con el que se la cita en diversas fuentes como el Periplo de Pseudo-Escílax y recogido también en la Geografía de Estrabón. De hecho, algunos autores situaban en sus proximidades el mítico jardín de las Hespérides.
Estrabón, que sitúa Berenice a 3600 estadios de la isla de Zacinto, cita en sus inmediaciones el lago Tritón, que tenía una isla donde había un templo de Afrodita. Cerca se hallaba otro lago llamado «de las Hespérides» que recibía las aguas del río Latón. 
En el año 46 a. C., en el contexto de la segunda guerra civil de la República romana, desde Berenice partió Marco Catón al frente de un ejército de diez mil hombres y atravesó la región de Sirte en treinta días. En tiempos de Justiniano (siglo VI) se repararon las murallas de Berenice y se construyeron baños públicos.